# Jean Marquis
Pour les articles homonymes, voir Marquis (homonymie).
Jean Marquis, né le 28 février 1926 à Armentières et mort le 2 septembre 2019 à Rambouillet, est un photographe français. 

## Biographie
En 1943 Jean Marquis commence une carrière d’acteur en intégrant la troupe de théâtre Clairjoie de l’Institut Diderot à Lille. Il est embauché en 1949 par l’UFOLEA comme animateur d’art dramatique.
En 1952, sur les conseils de Robert Capa, cousin de sa femme Susie Fischer, il apprend les bases de la photographie et le tirage photographique en débutant avec Pierre Gassmann chez Pictorial Service où il côtoie Henri Cartier-Bresson et Werner Bischof , puis devient membre de l’agence Magnum de 1953 à 1957. Il reprend son indépendance et collabore à L’Express, The New York Times, Life, Time, Science et Vie 
Une de ses photo a été présentée au Museum of Modern Art de New York dans l’exposition d’Edward Steichen The Family of Man.
De 1976 à 1983, Jean Marquis enseigne à l’Institut des hautes études cinématographiques.

## Expositions
- 2016 : Jean Marquis : un regard lumineux, salon de la photo. Paris Expo Porte de Versailles[7].
- 2015 : Yves Auquier, Jean Marquis / C’est clair, Centre régional de la photographie Nord–Pas-de-Calais.
- 1967 : Voir vivre, photographies Jean Marquis. Maison de la culture, Bourges.

## Documentaires
- Jean Marquis, de Daniel Georgeot, coll. « Chambre noire », émission de Michel Tournier et Albert Plécy, prod. ORTF et PRD, Paris, 1967, 28 min.
- Entretien avec Jean Marquis, Centre régional de la photographie Nord-Pas-de-Calais, 2015, 6 min 19.
- Jean Marquis, 70 ans de photojournalisme, par Mathieu Génon, réal. Simon Guillemin pour Soixante-Quinze. 2016, 5 min 19.